# Anastasio Chinchilla
Pour les articles homonymes, voir Chinchilla.
Œuvres principales
- Historia general de la medicina española , 1941-1946

Anastasio Chinchilla Piqueras (Ayora, province de Valence, 1801 - Séville, 1867), était un médecin, biographe et historien espagnol. Il consacra un long ouvrage à l’histoire de la médecine espagnole, où il s’attacha à glorifier les hommes de science de son pays.

## Biographie
Originaire du Levant, Anastasio Chinchilla entreprit d’abord des études au séminaire d’Orihuela, mais abandonna cette voie pour étudier la médecine à l’université de Valence, où il obtint sa licence en 1829. Il postula pour un poste de médecin militaire, fut retenu et siégea dans plusieurs commissions à travers tout le territoire español, au gré notamment des mutations répétées qu’il eut à subir par suite de divers problèmes lors de l’accomplissement de son travail. Se sentant une vocation d’enseignant, il dispensa des cours d’histoire de la médecine à l’Athénée de Madrid, suppléa à Tomás Vilanova Poyanos à la chaire de zoologie pendant la période de maladie de celui-ci, et enseigna également, en 1841, la médecine légale au lycée de Valence. Enfin, il obtint son doctorat en médecine en 1846.
Il publia divers ouvrages, mais se voua surtout à l’étude biographique et bibliographique de la médecine espagnole, faisant paraître en particulier, entre 1841 et 1846, une Historia general de la medicina española, qui visait à donner un aperçu général de l’évolution de la science médicale en Espagne. Quoique cet ouvrage fût publié avant celui d’Antonio Hernández Morejón, Chinchilla fut accusé de plagiat, attendu qu’il avait travaillé pendant un certain temps au service de Morejón ; cependant, tous deux avaient en réalité fait usage des mêmes manuscrits de Joaquín Villalba, ce qui expliquerait nombre de coïncidences, non seulement au regard du dessein général, mais aussi dans les erreurs et les lacunes ; de surcroît, le livre de Chinchilla apparaît plus vaste, accueillant en effet dans ses pages 273 médecins non évoqués par Morejón. L’ouvrage de Chinchilla, qui s’articule en quatre parties, se plaît à souligner les mérites de la science espagnole et à valoriser la tradition médicale de son pays avec un nationalisme typiquement romantique — à telle enseigne qu’emporté par ce penchant il se laissa aller à faire mention d’un médecin valencien, à l’existence douteuse, Matías Martí, à qui il attribua la gloire d’avoir découvert la circulation sanguine au début du XVIIe siècle, douze ans avant William Harvey.

## Publications
- Historia general de la medicina española, Imp. López y Cía., Valence 1841-46, en 4 volumes. Ces 4 tomes correspondent à 4 sections chronologiques : 1. Des Phéniciens à l’invasion islamique ; 2. L’époque médiévale ; 3. De la fin du XVe à la fin du XVIIIe ; 4. Époque contemporaine.